# RPG Maker
RPG Maker (jap. RPGツクール, RPG Tsukūru, oft auch RPG TKool geschrieben) ist eine Reihe von Software zur Entwicklung von Rollenspielen. Der japanische Name der Programmreihe, Tsukūru, ist ein Wortspiel mit den japanischen Wörtern tsukuru (作る) für „erschaffen“ und tsūru (ツール) von Englisch tool. Die RPG Maker wurden zuerst von ASCII und dann von Enterbrain hergestellt. Englische Versionen von den PS/PS2-Makern (3, 5 und 6) in den USA (dortige Nummern: 1, 2 und 3) werden von Agetec vermarktet.

## Über die PC-Versionen
Der RPG Maker ist ein Programm, das der Erstellung von Computer-Rollenspielen dient. Die meisten Versionen beinhalten einen auf Tilesets (vor RPG Maker 2003 Chipsets genannt) basierenden Map Editor, eine vereinfachte Skriptsprache zum Programmieren von „Events“ und einen Datenbankeditor, mit dem sich die Eigenschaften aller im Spiel verwendeter Objekte modifizieren lassen.
Alle Versionen bringen ein Paket vorgefertigter Grafiken, Musikstücke sowie weiterer Inhalte mit (RunTimePackage) und erlauben, je nach den Funktionen des Betriebssystems unter dem sie laufen, die Erweiterung durch eigene Inhalte.

## PC-Versionen im Überblick

### RPG Maker 95
Der RPG Maker 95 war der erste RPG Maker, der für Windows produziert wurde. Veröffentlicht wurde er am 28. März 1997 in Japan. Er verfolgte einen grundsätzlich anderen Ansatz als zum Beispiel der spätere RPG Maker 2000, war er doch auf die Entwicklung von speziell als solche erkennbare Computerspiele ausgelegt und bot eine auf die Bedürfnisse von Entwicklern zugeschnittene Entwicklungsumgebung inklusive Mausunterstützung. Der Name kommt wie bei anderen Programmen der Reihe, die etwa zur selben Zeit erschienen, von dem Betriebssystem Windows 95, das sie mindestens anforderten.

### RPG Maker 2000
Der RPG Maker 2000 (Abkürzungen wie RPG2000 und RM2K sind geläufiger) wurde nach langer Entwicklung am 5. April 2000 in Japan veröffentlicht. In diesem Zusammenhang wurde dann unter anderem die Mausunterstützung entfernt sowie die Auflösung von 640 × 480 auf 320 × 240 reduziert. Diese Reduktion ermöglichte eine einfachere Angleichung der eigenen Grafiken an bekannte Super-Nintendo-Spiele. Er hat eine maximale Farbtiefe von 16 Bit, wobei er jedoch nur 8 Bit gleichzeitig anzeigen kann. Das Rippen, das Entnehmen von in SNES-Spielen verwendeten Grafiken wurde mit dem RPG Maker 2000 ebenfalls populär, obgleich es von ASCII/Enterbrain offiziell missbilligt wird und gegen die Nutzungsbedingungen sowohl der Quellsoftware, als auch des RPG Maker verstößt.
Der RPG Maker 2000 übertraf seinen Vorgänger in puncto Beliebtheit, was insbesondere an einer weitverbreiteten englischsprachigen Übersetzung lag. Die englische Version wurde von einem russischen Programmierer mit dem Pseudonym "Don Miguel" erstellt, der bereits den RPG Maker 95 ins Englische übersetzt hatte. Basierend auf der englischen Übersetzung wurde der RPG Maker 2000 von Fans auch ins Deutsche übersetzt. Die englische Version des RPG Maker 2000 war nicht offiziell und wurde lange Zeit als vermeintliche Freeware kostenlos im Internet verbreitet. Im Jahr 2002 wandten sich ASCII/Enterbrain mit einem offenen Brief an die Community, in dem auf die Rechtslage hingewiesen wurde. Infolgedessen nahmen die meisten größeren RPG-Maker-Communities das Programm aus ihren Downloads. Der RPG Maker 2000 blieb jedoch im Internet weiterhin verbreitet. Es ist möglich, die japanische Version legal zu erwerben und die englische Übersetzung anschließend nachzuinstallieren. RPG-Maker-Spiele können nach wie vor zum Download angeboten werden, weshalb die RPG-Maker-Szene weiterhin bestehen bleiben konnte.
Ungeachtet der Rechtslage der englischen Übersetzung wurde das Programm über die Jahre von seinen Fans mit neuen Funktionen wie einem MP3-Patch, der das Abspielen von Musikdateien im MP3-Format ermöglichte, sowie einem Tastatur-Patch, der die Nutzung der vollständigen Tastatur eröffnete, erweitert. Auch gänzlich andere Erweiterungen, teils sogar vollständig eigene Zusatzprogramme, kamen später aus aller Welt dazu. An einigen wird weiterhin programmiert.
Aufgrund seiner Einsteigerfreundlichkeit und Beliebtheit, in Verbindung mit dem anfangs großen Medieninteresse an der vermeintlichen Freeware, verbreiteten sich die illegal übersetzte Versionen des RPG Maker 2000 auf internationaler Ebene relativ schnell. In den Jahren 2000 und 2001 gab es in Deutschland sowohl Fernsehshows (GIGA\\GAMES), als auch Spiele-Zeitschriften (Bravo Screenfun, GameStar, PC Action, PC Games) die mehr oder minder regelmäßig über den RPG Maker 2000 berichteten.
In den Jahren 2002 und 2003, als Enterbrain längst Digital Famitsu übernommen hatte, kamen neben neuen Produkten auch Neuauflagen der älteren RPG Maker heraus. So wurde auch der RPG Maker 2000 am 14. Mai 2003 unter dem Namen RPG Maker 2000 VALUE! neuaufgelegt. Diese Version (zunächst 1.50, später 1.51 als finale Version), enthält unter anderem die bereits über Fan-Patches eingefügte MP3-Unterstützung von Haus aus, ebenso wie einige andere Verbesserungen. Auch von dieser Version ist eine inoffizielle, aber legale (da lediglich in Patch-Form vorliegende) englische Übersetzung verfügbar.

### RPG Maker 2003
Der RPG Maker 2003 (gerne RPG2003 oder RM2k3 genannt) ist eine erweiterte Version des RPG Maker 2000 und erschien am 18. Dezember 2002. Sie beinhaltet einige der Funktionen, die von den Nutzern bereits kurz nach der Veröffentlichung des RPG Maker 2000 gefordert wurden, so zum Beispiel ein System zum automatischen Generieren einfacher Kerker und Verliese (Dungeon Generator), ein neues Kampfsystem mit einer seitlichen Ansicht, MP3-Unterstützung sowie einige weitere Skript-Funktionen. Der Erfolg dieser Version blieb trotzdem niedriger als erwartet. Der RPG Maker 2003 kann mittlerweile legal unter anderem auf Steam erworben werden.

### RPG Maker XP
Der RPG Maker XP (auch bezeichnet als RMXP / RPGXP) beinhaltet im Vergleich zu seinen Vorgängerversionen viele Verbesserungen und Modernisierungen wie zum Beispiel die Erhöhung der Auflösung von 320 × 240 auf 640 × 480 und der Farbtiefe von 8 auf 32 Bit. Die Anzahl der Editierebenen ("Layer") wurde von 2 auf 3 erhöht. Des Weiteren wurde eine Möglichkeit implementiert, unbegrenzt große Basisgrafiken (z. B. Landschaftsgrafiken) zu verwenden. Außerdem ist es der erste Maker dessen vorgegebenes Spielsystem tiefgreifend durch die Ruby-Sprache verändert werden kann.
Das Ruby Game Scripting System funktioniert als Programmiersprache für Spieleentwicklung (auf RPG Maker spezialisiert) und bietet dem Nutzer das, was man zur Entwicklung eines RPG Maker Spiels braucht. RGSS ist keine klassische Programmiersprache und unterscheidet sich von solchen durch die Spezialisierung auf Spieleprogrammierung. Außerdem unterstützt RGSS die Einbindung fremder Bibliotheksdateien (DLL) sowie völlig neuer Programmteile. Wegen Performanceproblemen und der Einführung der Scriptsprache, erst recht wegen der sehr hoch gesetzten Anforderungen an das System des Anwenders steigen viele nicht von älteren Versionen auf diesen oder seinen Nachfolger RPGVX um. Der RPG Maker VX unterstützt eine neuere Version des RGSS; das RGSS2. Der neuere RPG Maker VX Ace verwendet das deutlich schnellere RGSS3.
Im Gegensatz zu den RPG Makern für Konsolen, die bereits seit einigen Jahren übersetzt und in den USA vertrieben wurden, blieben offizielle Übersetzungen von RPG Makern für PC eine rare Erscheinung. Nach einem Aufbegehren der großen, internationalen RPGMaker-Fangemeinde wurde jedoch von Enterbrain eine Übersetzung des RPG Maker XP durchgeführt und in Zusammenarbeit mit Protexis und Download.com im September 2005 weltweit veröffentlicht.

### RPG Maker VX
Der RPG Maker VX (RMVX oder RPGVX genannt) wurde am 5. Oktober 2007 von Enterbrain bestätigt und erschien in Japan am 27. Dezember 2007. Die englischsprachige Version ist am 29. Februar 2008 erschienen. Der RPG Maker VX versucht eine Zusammenführung der von den Fans der unterschiedlichen Programmgenerationen am meisten geschätzten Elemente, so findet sich im RPG Maker VX erneut die aus dem RPG Maker 2003 bekannte Funktion, automatisch Dungeons zu erstellen, und auch das Kampfsystem des RPG Maker 2000 hält erneut Einzug, genauso wie die Möglichkeit, ohne es selbst zu programmieren, Grafiken für die Gesichter von Sprechenden zu verwenden (Facesets). Aber es gibt auch neue Einschränkungen: So ist die Funktion zum Abspielen von Filmclips weiterhin nicht integriert und es lassen sich keine zusätzlichen Chipset-Grafiken zur Erstellung von Spielwelten importieren.
Der RPG Maker VX nutzt wie der RPG Maker XP eine Implementation der Skriptsprache Ruby, RGSS genannt, aktualisiert diese jedoch auf Version 2. Aufgrund der unterschiedlichen Konventionen bei der Formatierung von Grafiken und der teilweise vorhandenen Inkompatibilität zwischen der im RPG Maker XP genutzten Implementation von RGSS und jener, welche im RPG Maker VX enthalten ist, besteht keine direkte Kompatibilität zwischen beiden Programmen. Jedoch ist die Möglichkeit geboten, dass ein Script herausfinden kann, ob es gerade in einem Spiel verwendet wird das mit RPGXP oder RPGVX erstellt wird/wurde. Die APD (Abt Ploutôn Database) und Zusatzscripte, die dafür geschrieben werden, sind dadurch mit beiden kompatibel, da getrennter Code für beide Versionen in ein Script geschrieben werden kann.
Am 29. September 2011 wurde von Enterbrain auf deren Website ツクールWeb – neben dem neuen RPG Maker DS+ – eine erweiterte Version des RPG Maker VX mit der Bezeichnung VX Ace angekündigt, die unter anderem eine im Programm integrierte Funktion zum Zusammenbauen von Charaktergrafiken aus einem Pool von Vorlagen beinhaltet sowie – neben einem abgeänderten Kampfsystem – die Ruby-Bibliothek RGSS3 nutzen wird. Das Erscheinungsdatum in Japan wurde auf den 15. Dezember 2011 angesetzt.

### RPG Maker VX Ace
Der RPG Maker VX ACE basiert auf seinem Vorgänger, dem RPG Maker VX, besitzt allerdings wesentlich mehr Features als der VX. Mit Version 1.02a werden erstmals auch die Sprachen Französisch, Deutsch, Italienisch und Spanisch offiziell unterstützt.
Der RPG Maker VX Ace ist der erste RPG Maker, welcher auf Steam angeboten wurde.

### RPG Maker MV
Der RPG Maker MV erschien am 23. Oktober 2015. Er ist das erste Produkt der Serie, das mit MacOS und Linux kompatibel ist. Es gibt eine höhere Auflösung, die nun 816*624 beträgt, und es ist möglich, seine Charaktere mit der Maus zu steuern.
Als Packs gibt es das 'Cover Art Character Pack' und 'Essentials Set'.

### RPG Maker MZ
Der RPG Maker MZ erschien im August 2020. Neue Funktionen waren ein Karteneditor für das einfache Erstellen von Spielwelten, ein erweitertes Kampfsystem sowie eine automatische Speicherfunktion für die entwickelten Spiele.

## Zeittafel
| Titel                                         | System                   | Release  | Release                                   | Publisher  |
| Titel                                         | System                   | Ort      | Datum                                     | Publisher  |
| --------------------------------------------- | ------------------------ | -------- | ----------------------------------------- | ---------- |
| Mamirin                                       | PC-8801                  | Japan    | 1988                                      | ASCII      |
| Dungeon Manjirō                               | MSX 2                    | Japan    | 1988                                      | ASCII      |
| RPG Construction Tool: Dante                  | MSX 2                    | Japan    | 8. Februar 1990                           | ASCII      |
| Dante 2                                       | MSX 2                    | Japan    | 8. Februar 1992                           | ASCII      |
| Chimes Quest                                  | PC-9801                  | Japan    | 1992                                      | ASCII      |
| RPG Tsukūru Dante 98                          | PC-9801                  | Japan    | 19. Dezember 1992                         | ASCII      |
| Dungeon RPG Tsukūru Dan-Dan Dungeon           | PC-9801                  | Japan    | 28. April 1994                            | ASCII      |
| RPG Tsukūru Super Dante                       | Super Famicom            | Japan    | 31. März 1995                             | ASCII      |
| RPG Tsukūru Dante 98 II                       | PC-9801                  | Japan    | 14. Juni 1996                             | ASCII      |
| RPG Tsukūru 2                                 | Super Famicom            | Japan    | 31. Januar 1996                           | ASCII      |
| RPG Tsukūru 95                                | Windows                  | Japan    | 28. März 1997                             | ASCII      |
| Simulation RPG Tsukūru                        | Sega Saturn, PlayStation | Japan    | 17. September 1998                        | ASCII      |
| Simulation RPG Tsukūru                        | Windows                  | Japan    | 29. Mai 1998                              | ASCII      |
| RPG Tsukūru 3                                 | PlayStation              | Japan    | 27. November 1997                         | ASCII      |
| PlayStation the Best: RPG Tsukūru 3           | PlayStation              | Japan    | 19. November 1998                         | ASCII      |
| RPG Maker                                     | PlayStation              | USA      | 18. September 2000                        | Agetec     |
| RPG Tsukūru GB                                | Game Boy Color           | Japan    | 17. März 2000                             | ASCII      |
| RPG Tsukūru 2000                              | Windows                  | Japan    | 5. April 2000                             | ASCII      |
| RPG Tsukūru 4                                 | PlayStation              | Japan    | 7. Dezember 2000                          | Enterbrain |
| Uchūjin Tanaka Tarō de RPG Tsukūru GB 2       | Game Boy Color           | Japan    | 20. Juni 2001                             | Enterbrain |
| Enterbrain Collection: Simulation RPG Tsukūru | PlayStation              | Japan    | 29. November 2001                         | Enterbrain |
| RPG Tsukūru 5                                 | PlayStation 2            | Japan    | 8. August 2002                            | Enterbrain |
| RPG Maker 2                                   | PlayStation 2            | USA      | 28. Oktober 2003                          | Agetec     |
| RPG Tsukūru 2003                              | Windows                  | Japan    | 18. Dezember 2002                         | Enterbrain |
| RPG Tsukūru α                                 | Windows/Mobiltelefon     | Japan    | 18. Dezember 2002                         | Enterbrain |
| RPG Tsukūru Advance                           | Game Boy Advance         | Japan    | 25. April 2003                            | Enterbrain |
| RPG Tsukūru XP                                | Windows                  | Japan    | 22. Juni 2004                             | Enterbrain |
| RPG Maker XP                                  | Windows                  | Weltweit | 16. August 2005                           | Enterbrain |
| RPG Tsukūru                                   | PlayStation 2            | Japan    | 16. Dezember 2004                         | Enterbrain |
| RPG Maker 3                                   | PlayStation 2            | USA      | 21. September 2005                        | AGETEC     |
| RPG Tsukūru for Mobile                        | Windows/Mobiltelefone    | Internet | 17. April 2006                            | Enterbrain |
| RPG Tsukūru VX                                | Windows                  | Japan    | 27. Dezember 2007                         | Enterbrain |
| RPG Maker VX                                  | Windows                  | Weltweit | 29. Februar 2008                          | Enterbrain |
| RPG Tsukūru DS                                | Nintendo DS              | Japan    | 11. März 2010                             | Enterbrain |
| RPG Tsukūru VX ACE                            | Windows                  | Japan    | 15. Dezember 2011                         | Enterbrain |
| RPG Maker VX ACE                              | Windows                  | Weltweit | 2012 als Download (30-Tage-Trial-Version) | Enterbrain |
| RPG Maker VX ACE Lite                         | Windows                  | Weltweit | 13. Oktober 2012 als Download             | Enterbrain |
| RPG Maker MV                                  | Windows/Mac              | Weltweit | 23. Oktober 2015 als Download             | Degica     |
| RPG Maker MZ                                  | Windows/Mac              | Weltweit | 27. August 2020                           | Degica     |

## Alternative Implementierungen
Neben den offiziellen RPG-Maker-Versionen gibt es mittlerweile alternative Implementierungen des RPG Makers und deren Laufzeitumgebung. Ziel dieser Implementierungen ist zumeist die Spiele auf anderen Plattformen lauffähig zu machen (z. B. Linux, macOS und Android).
Als Beispiel kann EasyRPG genannt werden. Eine freie Software, welche multiplattformfähig und mit RPG Maker 2000/2003 kompatibel ist. Es wird ein Player zum Spielen der Spiele und ein Editor zum Erstellen selbiger bereitgestellt.

## Bekannte Spiele

### Vampires Dawn
Vampires Dawn ist eine der beliebtesten Spieleserien in der deutschen RPG-Maker-Szene. Die Spiele wurden von Alexander „Marlex“ Koch programmiert. Es geht um den Vampir Valnar, der erst im Kampf gegen sein Vampirdasein und später gegen die Feinde seiner eigenen Rasse kämpft. Der Nachfolger des Spiels heißt Vampires Dawn 2 – Ancient Blood, welcher die Story um die Vampire fortführt und einige offene Fragen beantwortet. Des Weiteren erschien ein Ableger für Mobiltelefone mit dem Titel Vampires Dawn: Deceit of Heretics, der jedoch nicht mit dem RPG Maker erstellt wurde. Ein dritter Teil der Serie wurde angekündigt und wird mit dem RPG-Maker MV erstellt. Eine erste Demo zu Vampires Dawn III: The Crimson Realm erschien im Dezember 2018. Zeitgleich wurde eine Crowdfunding-Aktion gestartet, um die Fertigstellung der Vollversion zu finanzieren. Die Zielsumme von 15.000 € wurde innerhalb eines Tages mit über 20.000 € übertroffen. Das Spiel wurde am 15. Mai 2021 auf der Spieleplattform Steam veröffentlicht.

### To the Moon
To the Moon ist das erste kommerzielle Spiel von Freebird Games und der erste Teil einer kommenden Serie. Das Spiel wurde offiziell ins Deutsche übersetzt und am 28. März 2012 veröffentlicht. Am 6. Juli 2012 erschien eine englische Retail-Version des Spiels im Vereinigten Königreich und Irland, eine deutsche Retail-Version von Lace Mamba soll am 31. August 2012 erscheinen. In dem Spiel geht es um das Leben eines im Sterben liegenden Mannes, der mithilfe einer Technologie seinen letzten Wunsch erfüllt bekommt. Das Spiel hatte kommerziellen Erfolg und wurde auch von den deutschen Medien, unter anderem von der Zeitung Die Zeit, für die Geschichte und den Soundtrack hochgelobt.

### Weitere Spiele
- A Bird Story (2014)
- Angels of Death (2016)
- Corpse Party (2021)
- OneShot (2016)
- Super Columbine Massacre RPG! (2005)
- The Coffin of Andy and Leyley (2023)
- The Rising of the Shield Hero: Relive the Animation (2019)
- Wadanohara and the Great Blue Sea (2013)